# A cavallo della tigre
A cavallo della tigre é um filme italiano de 1961, do gênero comédia, dirigido por Luigi Comencini e com roteiro de Mario Monicelli, Furio Scarpelli, Agenore Incrocci e do diretor.
Uma comédia muito amarga, onde a exploração social torna impossível a solidariedade mútua, levando a um egoísmo.
O humor negro é acentuado por um comentário sob a forma de uma carta do anti-herói às autoridades, cheia de erros e de excessos.

## Sinopse
Por ter cometido um pequeno delito, um trabalhador ingénuo vai parar à prisão, onde os companheiros de cela preparam uma evasão, e levam-no com ele, para ele não poder dar o alarme.
Para as autoridades, é ele o instigador, e ele deixa-se apanhar, para que a sua mulher e filhos possam aproveitar a recompensa.

## Elenco
- Nino Manfredi
- Mario Adorf
- Gian Maria Volonté
- Raymond Bussières
- Valeria Moriconi
- Luciana Buzzanca
- Feruccio De Ceresa
- Vincenzio Fortunati
- Ferdinando Gerra